# Pallacanestro maschile ai X Giochi del Mediterraneo

## Classifica finale
| - | Paese   | Formazione |
| - | ------- | --- |
|   | Turchia | TurchiaArıboğan, Aydan, Bayav, Büyükaycan, Ene, Kunter, Oktay, Oyguç, Özal, Topsakal, Turam, Yörükoğlu, All. Aydan Siyavuş                                                               |
|   | Spagna  | SpagnaÁlvarez, Abad, Cargol, Díez, Freixanet, Laso, Martínez, Marrero, Morales, Rosa, Ruf, Zapata, All. Antonio Díaz-Miguel                                                              |
|   | Grecia  | Grecia under 26Alexandridīs, Ellīniadīs, Giannopoulos, Kalampakos, Kampourīs, Kountourakīs, Papadīmītriou, Papagiannīs, Patavoukas, Sōtīriou, Tzigopoulos, All. Euthymīs Kioumourtzoglou |
| 4 | Tunisia | |
| 5 | Siria   | |
| 6 | Libano  | |